# ミシェウ・フェレイラ・ドス・サントス
ミシェウ（Michel）ことミシェウ・フェレイラ・ドス・サントス（ポルトガル語: Michel Ferreira dos Santos、1990年3月22日 - ）は、ブラジルのサッカー選手。ポジションはMF。

## クラブ歴
リオデジャネイロで生まれ、16歳で選手デビューした。その後、ポルト・アレグレFC、マドゥレイラEC、SERCグアラニ、グレミオ・ノヴォリゾンチーノ、カンボリウFCに在籍した。2016年4月26日にカンピオナート・ブラジレイロ・セリエBのアトレチコ・ゴイアニエンセにレンタルで加入。35試合4得点でクラブを1部昇格に導いた。12月27日にカンピオナート・ブラジレイロ・セリエAのグレミオFBPAに1年のレンタル移籍で加入。5月14日に行われたボタフォゴFR戦でカンピオナート・ブラジレイロ・セリエA初出場。2017年12月、完全移籍となり2年契約を締結した。

## タイトル

### クラブ
マドゥレイラ
- コパ・リオ: 2012

グレミオ・ノヴォリゾンチノ
- カンピオナート・パウリスタA3: 2014

アトレチコ・ゴイアニエンセ
- カンピオナート・ブラジレイロ・セリエB: 2016

グレミオFBPA
- コパ・リベルタドーレス: 2017
- レコパ・スダメリカーナ: 2018
- カンピオナート・ガウショ: 2018, 2019

### 個人
- ボーラ・ジ・プラッタ: 2017